# Láz (Třebíči járás)
Láz település Csehországban, a Třebíči járásban. Láz Blížkovice, Častohostice és Nové Syrovice településekkel határos. Lakosainak száma 295 fő (2024. január 1.).

## Népesség
A település lakosságának változását az alábbi diagram mutatja:
| Lakosok száma | 303  | 311  | 314  | 293  | 300  | 280  | 285  | 283  | 292  | 295  |
|               | 1869 | 1890 | 1921 | 1950 | 1980 | 2001 | 2017 | 2019 | 2022 | 2024 |